# Класифікатор адміністративних одиниць та населених пунктів Естонії
Класифікатор адміністративних одиниць та населених пунктів Естонії (ест. Eesti haldus- ja asustusjaotuse klassifikaator, скорочено — EHAK) — систематизована база даних адміністративних одиниць та населених пунктів Естонії, класифікованих за положенням в адміністративному поділі країни і типом об'єкта.
Адміністративними одиницями Естонії є повіт (maakond), волость (сільське самоврядування) (vald) та місто (міське самоврядування) (linn). Територія Естонії поділена на повіти, а повіти, у свою чергу, поділяються на міські та волосні самоврядування. Крім того, волості та міста можуть складатися з районів (osa), відповідно волосних (osavald) та міських (linnaosa).
Самоврядування поділяються на населені пункти, до яких належать села (küla), селища (alevik), містечка (alev) та міста без муніципального статусу (linn asustusüksusena). До адміністративної реформи 2017 року міські самоврядування могли мати в своєму складі мікрорайони (linna asum).
Згідно з Класифікатором EHAK кожна адміністративна одиниця та населений пункт має код, що складається з двох частин: ідентифікаційного та класифікаційного кодів.

## Ідентифікаційний код
Ідентифікаційний код (ідентифікатор) — це унікальний код, що складається з 4 цифр. Двозначний ідентифікатор позначає повіт, тризначний — самоврядування (ліворуч додаються нулі, щоб утворити код з чотирьох цифр). Чотиризначні коди використовуються для населених пунктів, де немає адміністрації (міста без муніципального статусу, містечка, селища, села тощо).
| 0074 | повіт Сааремаа                            | Saare maakond |
| 0713 | волость Сааре повіту Йиґевамаа            | Saare vald    |
| 7282 | село Сааре у волості Елва повіту Тартумаа | Saare küla    |

## Класифікаційний код
Класифікаційний код визначає тип об'єкта та його відношення до повіту та місцевого самоврядування.
Класифікаційний код складається з 6 цифр і має структуру XX YYY Z:
| XX  | Покажчик повіту (для самоврядувань і поселень це ідентифікаційний код повіту без попередніх нулів, для повітів — 00)                             | Покажчик повіту (для самоврядувань і поселень це ідентифікаційний код повіту без попередніх нулів, для повітів — 00)                             |
| YYY | Покажчик самоврядування (для поселень це ідентифікаційний код самоврядування без попереднього нуля, для міських і сільських самоврядувань — 000) | Покажчик самоврядування (для поселень це ідентифікаційний код самоврядування без попереднього нуля, для міських і сільських самоврядувань — 000) |
| Z   | Тип об'єкта: | Тип об'єкта: |
| 0   | повіт | maakond |
| 1   | волость (сільське самоврядування) | vald |
| 2   | волосний район (не використовується з 16.10.2017)                                                                                                | osavald |
| 3   | містечко | alev |
| 4   | місто як адміністративна одиниця (міське самоврядування)                                                                                         | linn (haldusüksusena) |
| 5   | місто як одиниця поселення (без статусу самоврядування)                                                                                          | linn (asustusüksusena) vallasisene linn linnasisene linn                                                                                         |
| 6   | міський район | linnaosa |
| 7   | селище | alevik |
| 8   | село | küla |
| 9   | міський мікрорайон (не використовується з 16.10.2017)                                                                                            | linna asum |